# Will Skelton
William Skelton (* 3. května 1992 Auckland) je ragbista hrající na pozici druhořadníka za francouzský klub La Rochelle a za australskou reprezentaci. Před MS 2023 byl jmenován kapitánem své země, nicméně kvůli zranění odehrál jen úvodní zápas proti Gruzii. S reprezentací obsadil 2.místo na MS 2015 a ve stejný rok vyhrál s Austrálii Rugby Championship. Reprezentační premiéru zažil o rok dříve proti Francii.
V roce 2014 se stal vítězem Super Rugby s klubem Waratahs. S anglickým klubem Saracens vyhrál v roce 2018 a 2019 anglickou ligu. Se stejným týmem vyhrál v roce 2017 a 2019 Evropský pohár mistrů. Se svým současným klubem vyhrál v roce 2022 a 2023 Evropský pohár mistrů. Ve druhém případě byl vybrán do nejlepší sestavy roku té soutěže.